# Aristobia pendleburyi
Aristobia pendleburyi (лат.) — вид жуков-усачей рода Aristobia из подсемейства Lamiinae. Обнаружены в юго-восточной Азии (Малайзия: Борнео). Среднего размера жуки: длина тела 20—23 мм. Период активности: апрель. Вид был впервые описан в 1935 году энтомологом Уорреном Самуелом Фишером (Warren Samuel Fisher)
.